# Свети Йоан Рилски (София)
„Свети Йоан Рилски“ е българска православна църква в комплекса на Софийската духовна семинария.

## Местоположение
Храмът е разположен в парка на Софийската духовна семинария. Посветен е на светеца покровител на българския народ преподобни Йоан Рилски Чудотворец.

## История
Църквата е завършена в 1903 година. Осветена е на 26 октомври 1904 година, Димитровден, от митрополит Симеон Варненски и Преславски и другите синодални архиереи в присъствието на ректора архимандрит Климент, учителите, семинаристите и много миряни.

## Архитектура
Храмът е еднокорабна кръстокуполна базилика. Над нартекса има една камбанария, чиито три камбани, са дело на видните камбанолеяри Велеганови от Банско.
Изписани са само стените и сводовете в олтара, куполът и част от подкуполното пространство в стил, имитиращ мозайка. Стенописите вероятно са дело на Николай Ростовцев. Царските икони са готови през 1903 година и са дело на Иван Мърквичка и Антон Митов. Другите икони от иконостаса, амвона, владишкия трон и стенните икони са рисувани от различни художници и в различно време и стил и ректорът архимандрит Сионий ги заменя с еднотипни икони във византийски стил, дело на Пенка Цанова Гайдарова.
Иконостасът е дело на дебърски майстори от рода Филипови.
Храмът притежава мощи на Свети Йоан Рилски.